# Frontera entre Malí y Mauritania
La frontera entre Malí y Mauritania es el límite internacional de trazado norte-sur y este-oeste, en medio del desierto del Sahara que separa el noroeste de Malí del sudeste de Mauritania en el África Occidental. Tiene 2.237 km de longitud, siendo una de las más largas de África, Se trata de una zona frontera desértica inaccesible comparable a una tierra de nadie.

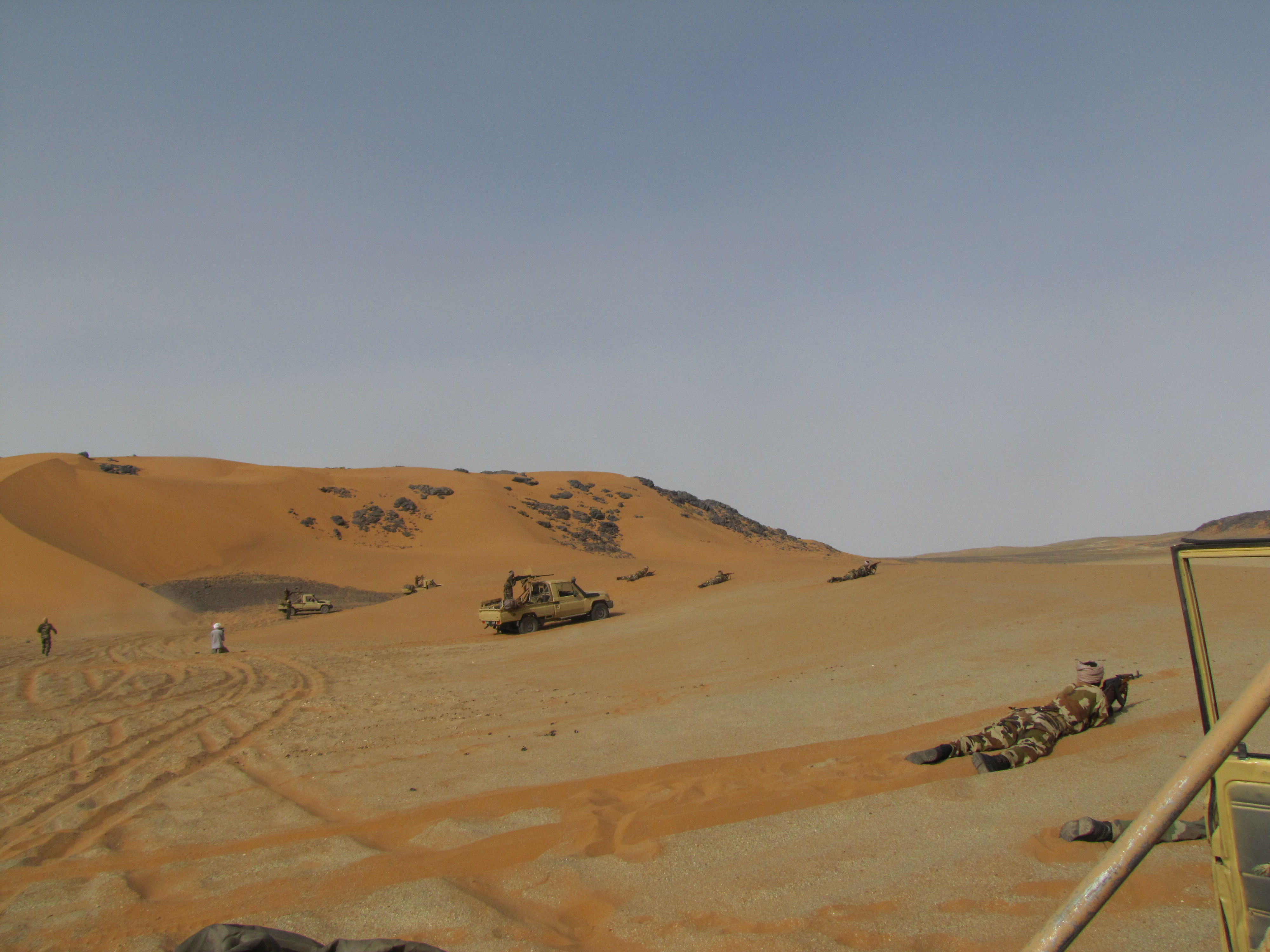
Tropas mauritanas a lo largo de la frontera (2010)

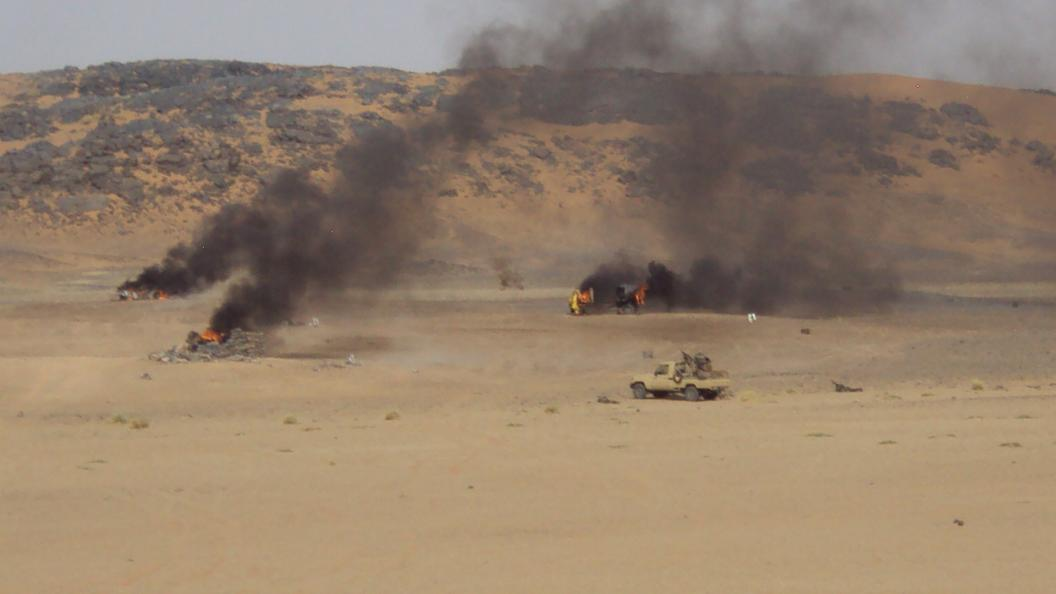
Ejercicios del ejército mauritano en proximidad de la frontera (2011)

## Trazado
La frontera se extiende entre dos triples fronteras: Malí-Mauritania-Senegal en el sur y Malí-Mauritania-Argelia en el norte. Está formada por tres rasgos casi rectilíneos, en el siguiente orden:
- Junto al paralelo 15° Norte
- Próximo y casi paralelo al meridiano 4° al Oeste
- Un tramo más corto sobre el paralelo 25° Norte

Los principales puntos de control se encuentran en Ayunu l-Atrus en Mauritania y Nioro en Malí.